# Rhene spuridens
Rhene spuridens là một loài nhện trong họ Salticidae.
Loài này thuộc chi Rhene. Rhene spuridens được Embrik Strand miêu tả năm 1907.